# أورين هولت
أورين هولت (بالإنجليزية: Orrin Holt) (و. 1792 – 1855 م) هو سياسي من الولايات المتحدة الأمريكية .
وهو عضو في الحزب الديمقراطي الأمريكي .